# Monastère de l'Esprit-Saint (Novgorod)
Le monastère de l'Esprit-Saint (en russe : Ду́хов монастырь, Doukhov monastyr) est un monastère orthodoxe situé à Novgorod (Novgorod-la-Grande), connu depuis le XIIe siècle. Le monastère est actuellement désaffecté.

## Histoire et architecture
La date la plus ancienne d'évocation de l'existence de ce monastère citée par les chroniques anciennes est celle de 1162. À cette époque, il était considéré comme l'un des plus grands monastères de Novgorod après le Monastère Saint-Georges de Iouriev, le monastère d'Antoniev, le monastère de Khoutine, et le monastère de Viajichtchsky (ru).
Les deux édifices du culte dans le monastère, la cathédrale de la Pentecôte et l'église de la Sainte-Trinité sont parvenus jusqu'à notre époque. Cette dernière a conservé son réfectoire, sa cure et les ruines d'un bâtiment situé au nord du monastère.
Jusqu'au XIVe siècle toutes les constructions du monastère étaient en bois. En 1357 apparaissent les premiers constructions en pierre avec l'église du Saint-Esprit.
Au début du XVIe siècle, le métropolite Macaire introduit le cénobitisme dans les monastères de Novgorod. Du fait de la vie en commun, des moines s'imposent alors la nécessité de construire un réfectoire commun (en pierre et à deux étages) du côté est de l'église de la Sainte-Trinité.
L'église de la Sainte-Trinité et son réfectoire ont été construits aux environs de l'année 1557, sur demande de l'Higoumène Jonas. L'église est située presque au centre du territoire du monastère. Au rez-de-chaussée se trouvaient les cuisines, la boulangerie et deux caves. Au premier étage le réfectoire lui-même et le cellier.
L'église de la Sainte-Trinité possède une architecture qui reflète les nouvelles tendances artistiques qui viennent de Moscou au milieu du XVIe siècle, tant pas sa décoration que par sa structure. Elle se distingue par la finesse de ses proportions. Les murs de l'église sont construites en dalles de calcaire recouvertes de briques des deux côtés. Le dôme et les absides sont recouverts de kokochniks et de zakomars. Ces derniers, de même que les dômes, sont couverts de lemekhs. La coupe triangulaire et répétée des kokochniks est assez rare et donne à la toiture, avec ces échancrures, une forme écailleuse originale. L'église a beaucoup souffert de l'occupation des armées suédoises de 1611 à 1617 et également d'un violent incendie en 1685.
Le 5 mars 1786, le monastère fut transformé en un couvent de femmes. Les religieuses de deux couvents de Novgorod se joignirent à celles du monastère de l'Esprit-Saint. De plus il est réuni administrativement au Monastère de Valaam.
Au XIXe siècle, des travaux de réfections sont réalisés au bâtiment de réfectoire. En 1822 le Tsar Alexandre Ier de Russie donna une somme de dix-mille roubles pour la restauration du monastère. 

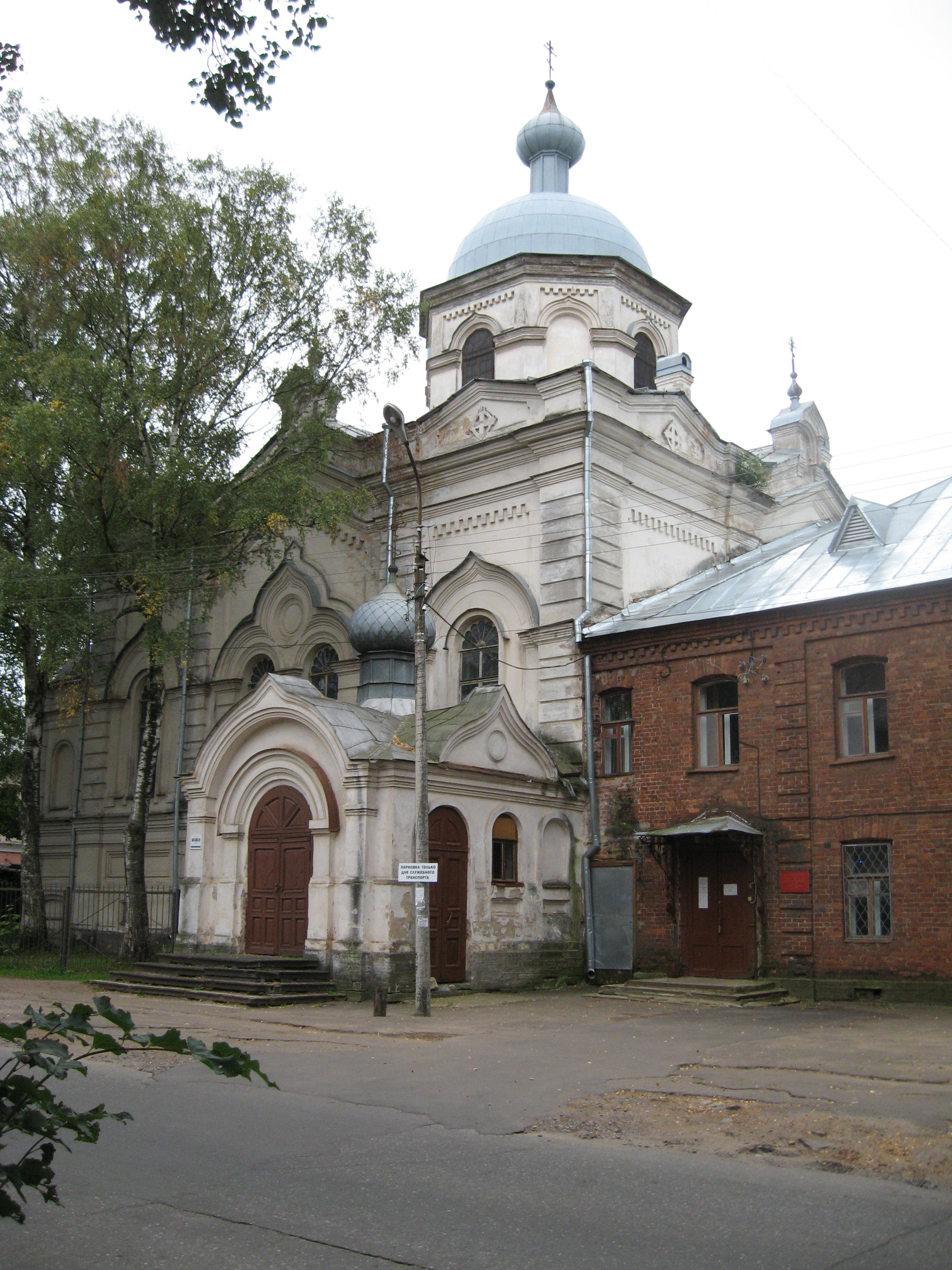
Cathédrale de la Pentecôte dans le monastère de l'Esprit-Saint
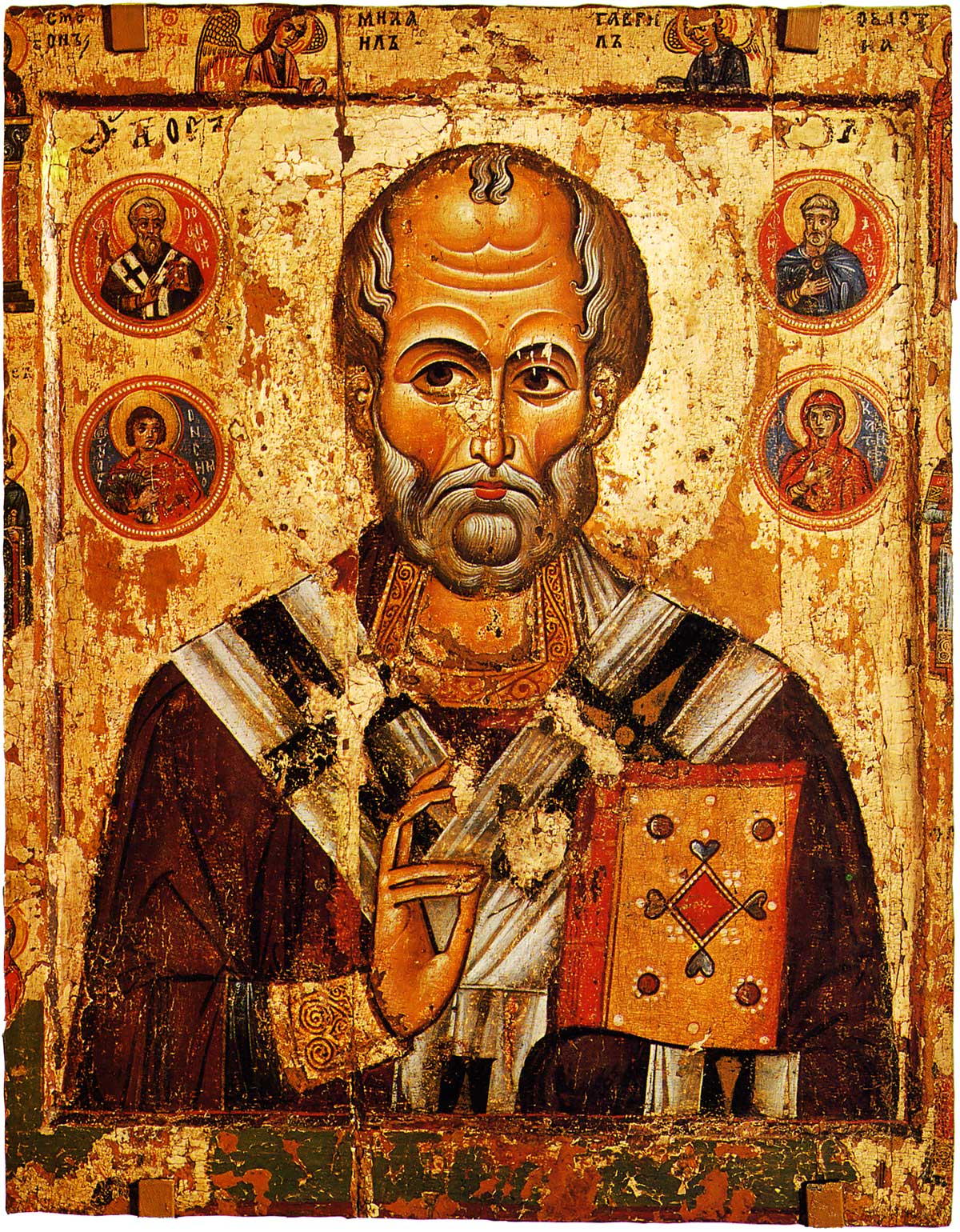
Icône de Nicolas du monastère de l'Esprit-Saint
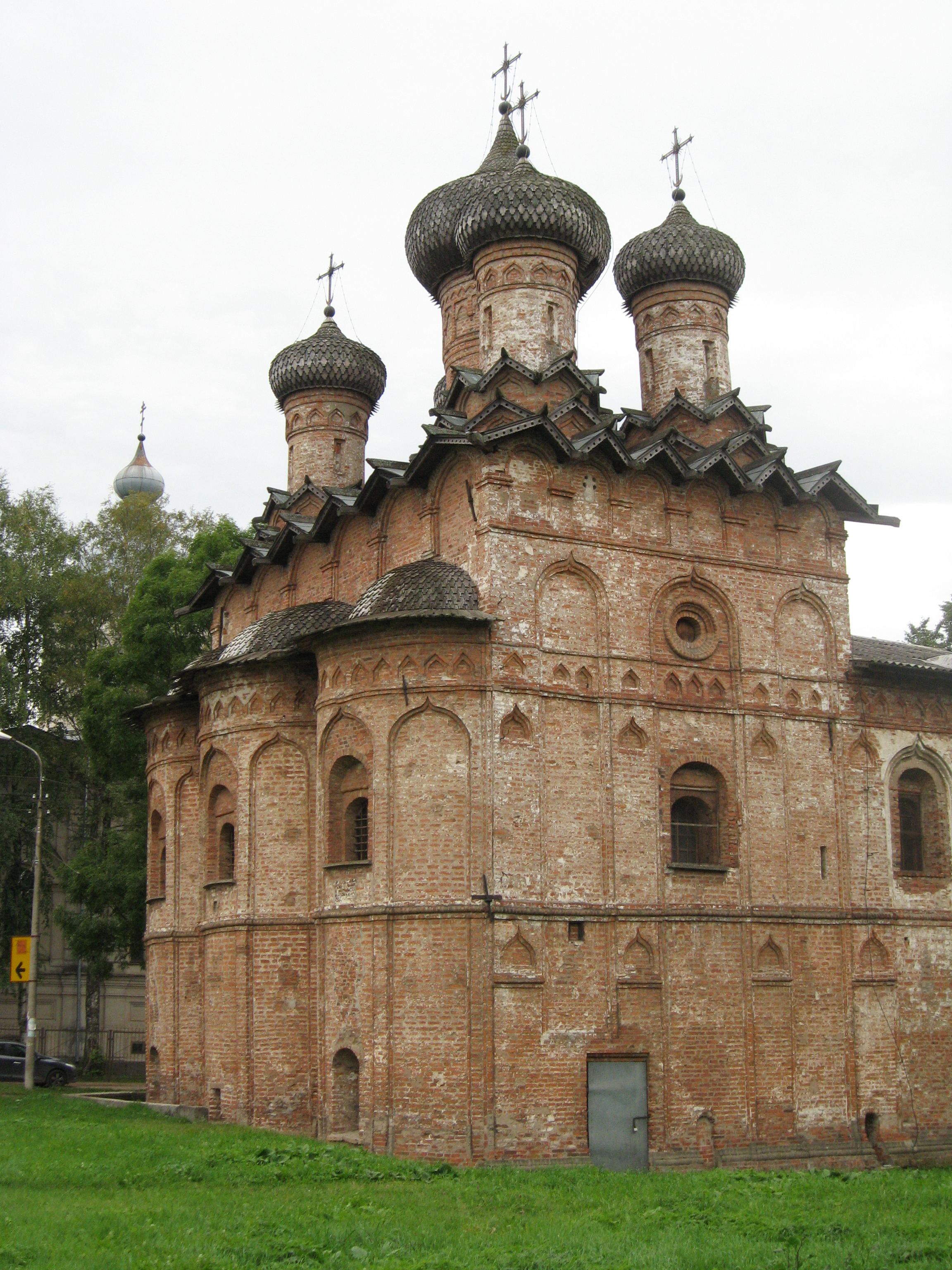
église de la Sainte-Trinité au monastère de l'Esprit-Saint

## État actuel
Depuis 1926 jusqu'à notre époque, la cathédrale de la Pentecôte est utilisée comme bâtiment d'archives de l'État et actuellement d'archives de l'oblast de Novgorod. Durant la période d'occupation par les Allemands, pendant la Seconde Guerre mondiale, elle était utilisée comme entrepôt. Elle servit également de siège de la Kommandantur. 
La dernière restauration a eu lieu en 1963, sous la direction de l'architecte Tamara Gladenko.